# Себенки
Себенки — деревня в Волоколамском районе Московской области России. Входит в состав городского поселения Сычёво. Население — 7 чел. (2010).

## География
Деревня Себенки расположена на западе Московской области, в восточной части Волоколамского района, примерно в 16 км к юго-востоку от центра города Волоколамска, у истоков реки Ламы (бассейн Иваньковского водохранилища) и окружена лесами. В деревне две улицы — Институтская и Сельская, зарегистрировано два садовых товарищества. Ближайшие населённые пункты — деревни Данилково и Хорошово.

## Население
| 1852 | 1859 | 1926 | 2002 | 2006 | 2010 |
| ---- | ---- | ---- | ---- | ---- | ---- |
| 68   | ↘66  | ↘42  | ↘5   | →5   | ↗7   |

## История
В «Списке населённых мест» 1862 года Себенково (Себиново) — владельческая деревня 2-го стана Волоколамского уезда Московской губернии по правую сторону почтового Московского тракта (из Волоколамска), в 16 верстах от уездного города, близ реки Ламы, с 8 дворами и 66 жителями (30 мужчин, 36 женщин).
По данным на 1890 год входила в состав Аннинской волости Волоколамского уезда, число душ мужского пола составляло 12 человек.
В 1913 году — 8 дворов.
По материалам Всесоюзной переписи населения 1926 года — деревня Данилковского сельсовета Аннинской волости, проживало 42 жителя (21 мужчина, 21 женщина), насчитывалось 8 крестьянских хозяйств.
С 1929 года — населённый пункт в составе Волоколамского района Московского округа Московской области. Постановлением ЦИК и СНК от 23 июля 1930 года округа как административно-территориальные единицы были ликвидированы.
1929—1939 гг. — деревня Данилковского сельсовета Волоколамского района.
1939—1951 гг. — деревня Данилковского сельсовета Осташёвского района.
1951—1958 гг. — деревня Матрёнинского сельсовета Волоколамского района.
1958—1963 гг. — деревня Чисменского сельсовета Волоколамского района.
1963—1965 гг. — деревня Чисменского сельсовета Волоколамского укрупнённого сельского района.
1965—1968 гг. — деревня Чисменского сельсовета Волоколамского района.
1968—1972 гг. — деревня Матрёнинского сельсовета Волоколамского района.
1972—1994 гг. — деревня Аннинского сельсовета Волоколамского района.
В 1994 году Московской областной думой было утверждено положение о местном самоуправлении в Московской области, сельские советы как административно-территориальные единицы были преобразованы в сельские округа.
1994—2006 гг. — деревня Аннинского сельского округа Волоколамского района.
С 2006 года — деревня городского поселения Сычёво Волоколамского муниципального района Московской области.